# Sent Alari d'Arnac
Sent Ilaire (en francès Saint-Hilaire-la-Treille) és un municipi francès situat al departament de l'Alta Viena i a la regió de la Nova Aquitània.

## Demografia
| 1962                                       | 1968 | 1975 | 1982 | 1990 | 1999 | 2007 |
| ------------------------------------------ | ---- | ---- | ---- | ---- | ---- | ---- |
| 629                                        | 681  | 606  | 513  | 453  | 396  | 429  |
| Des de 1962: població sense dobles comptes |      |      |      |      |      |      |

## Administració
| Període | Identitat    | Partit  |
| ------- | ------------ | ------- |
| 2001-   | Odile Berger | app. PS |